# アレッツォ県

アレッツォ県
Provincia di Arezzo

アレッツォ県（アレッツォけん、Provincia di Arezzo）は、イタリア共和国トスカーナ州の県の一つ。県都はアレッツォ。

## 地理

### 位置・広がり
トスカーナ州東部に位置し、北にエミリア＝ロマーニャ州、東にマルケ州およびウンブリア州と境界を接する。県都アレッツォは県域南部に位置し、シエーナから東北東へ約48km、ペルージャから北西へ約57km、州都フィレンツェから南東へ約61km、首都ローマから北北西へ約180kmの距離にある。
隣接する県は以下の通り。
- フォルリ＝チェゼーナ県 （エミリア＝ロマーニャ州） - 北
- ペーザロ・エ・ウルビーノ県 （マルケ州） - 北東
- ペルージャ県 （ウンブリア州） - 南東
- シエーナ県 - 南西
- フィレンツェ県 - 北西

### 県内の地域と主要な都市
2001年の国勢調査に基づく居住地区（Località abitata）別人口統計によれば、人口5000人以上の都市・集落は以下の通り。
- アレッツォ - 72,099人
- モンテヴァルキ - 17,530人
- サン・ジョヴァンニ・ヴァルダルノ - 16,278人
- サンセポルクロ - 11,999人
- カスティリオーン・フィオレンティーノ - 6,941人
- ビッビエーナ - 6,017人
- CAMUCIA-MONSIGLIOLO （コルトーナ） - 5,582人
- テッラヌオーヴァ・ブラッチョリーニ - 5,570人
- フォイアーノ・デッラ・キアーナ - 5,412人

- アレッツォ
- モンテヴァルキ
- サン・ジョヴァンニ・ヴァルダルノ

## 行政区画

### コムーネ
アレッツォ県には36のコムーネが属する。主要なコムーネ（人口1万人以上）は下表の通り。左端の数字はISTATコードを示す。人口は2024年1月1日現在。
右の地図中の番号は、コムーネのISTATコード下3桁を示す。下表に掲げた主要なコムーネのうち、地図中に名称を記さなかったものについては、番号を太字で示した。
| コード | 自治体名                             | 人口   |
| ------ | ------------------------------------ | ------ |
| 051002 | アレッツォ                           | 96,426 |
| 051026 | モンテヴァルキ                       | 24,208 |
| 051017 | コルトーナ                           | 21,042 |
| 051033 | サン・ジョヴァンニ・ヴァルダルノ     | 16,485 |
| 051034 | サンセポルクロ                       | 15,149 |
| 051012 | カスティリオーン・フィオレンティーノ | 12,919 |
| 051039 | テッラヌオーヴァ・ブラッチョリーニ   | 12,015 |
| 051004 | ビッビエーナ                         | 11,922 |

21世紀に入って以降、以下のコムーネ統廃合 (it:Fusione di comuni italiani) が行われている。
2014年発足
- カステルフランコ・ピアーンディスコ (Castelfranco Piandiscò)（カステルフランコ・ディ・ソプラ、ピアーン・ディ・スコが合併）
- プラトヴェッキオ・スティーア (Pratovecchio Stia)（プラトヴェッキオ、スティーアが合併）

2018年発足
- ラテリーナ・ペルジネ・ヴァルダルノ (Laterina Pergine Valdarno)（ラテリーナ、ペルジネ・ヴァルダルノが合併）

## 人物

### 著名な出身者
- ペトラルカ - 14世紀の詩人・人文学者。アレッツォ生まれ。
- マサッチオ - 15世紀の画家。現在のサン・ジョヴァンニ・ヴァルダルノ生まれ。
- ピエロ・デラ・フランチェスカ - 15世紀の画家。現在のサンセポルクロ生まれ。
- ルカ・パチョーリ - 15-16世紀の数学者、「近代会計学の父」。現在のサンセポルクロ生まれ。
- ミケランジェロ・ブオナローティ - 15-16世紀の芸術家。現在のカプレーゼ・ミケランジェロ生まれ（生後まもなくフィレンツェに移る）。
- ジョルジョ・ヴァザーリ - 16世紀の画家・建築家。アレッツォ生まれ。
- アミントレ・ファンファーニ - 20世紀の経済学者・政治家、イタリア共和国首相。ピエーヴェ・サント・ステーファノ生まれ。
- ロベルト・ベニーニ - 俳優・映画監督・コメディアン。カスティリオーン・フィオレンティーノ生まれ。